# جان بولس (بازیگر)
جان بولس (انگلیسی: John Boles؛ ۲۸ اکتبر ۱۸۹۵ – ۲۷ فوریهٔ ۱۹۶۹) یک هنرپیشه و خواننده اهل ایالات متحده آمریکا بود.

## بخشی از فیلمشناسی
- سلطان جاز (۱۹۳۰)
- بذر (۱۹۳۱)
- فرانکنشتاین (۱۹۳۱)
- استلا دالاس (۱۹۳۷)